# Internationale Luchthaven Mandalay
Internationale Luchthaven Mandalay (Birmaans: မန္တလေး အပြည်ပြည်ဆိုင်ရာ လေဆိပ်; (IATA: MDL, ICAO: VYMD)), gesitueerd circa 35 km van Mandalay, gelegen in Tada-U, is een van de drie internationale luchthavens van Myanmar. Sinds de afronding van de luchthaven in 1999 is het de grootste en modernste van het land, die elf binnenlandse luchthavens en vier internationale luchthavens bedient. Het heeft een 4.267 m lange startbaan, die de langste van Zuidoost- Azië is. Er is ruimte voor een toestroom van 3 miljoen passagiers per jaar en is de belangrijkste uitvalsbasis voor Golden Myanmar Airlines. 